# Металіст (стадіон)
«Металі́ст» —  спортивний комплекс, розташований у Харкові, багатофункціональний комунальний стадіон, який використовують для проведення футбольних матчів і легкоатлетичних змагань. З серпня 2016 року є домашнім стадіоном футбольного клубу «Металіст 1925». З березня 2021 року приймає також матчі ФК «Метал», який у червні того ж року було перейменовано на «Металіст».

## Загальні відомості
| Характеристики стадіону «Металіст»: | Характеристики стадіону «Металіст»:              |
| ----------------------------------- | ------------------------------------------------ |
| Показник                            | Значення                                         |
| Розміри центрального поля           | 105х68 м                                         |
| Освітлення                          | 2400 люксів                                      |
| Сидіння                             | сині                                             |
| Підігрів                            | є                                                |
| Табло                               | два світлодіодні «Barco», рекламна лінія «Barco» |
| Система озвучування                 | «Bose»                                           |
| Бігові доріжки                      | 7000 м²                                          |
| Дах                                 | полікарбонат                                     |

На території спортивного комплексу також розташовані:
- Лікувально-відновлювальний центр;
- Спортзал;
- Спортмайданчик (штучне покриття для міні-футболу);
- Спортивні секції.

## Транспортне сполучення
Біля стадіону розташовано дві станції метрополітену:
- «Спортивна»;
- «Метробудівників».

Ще дві станції розташовано в декількох хвилинах пішої ходи:
- «Завод ім. Малишева»;
- «Захисників України».

## Історія

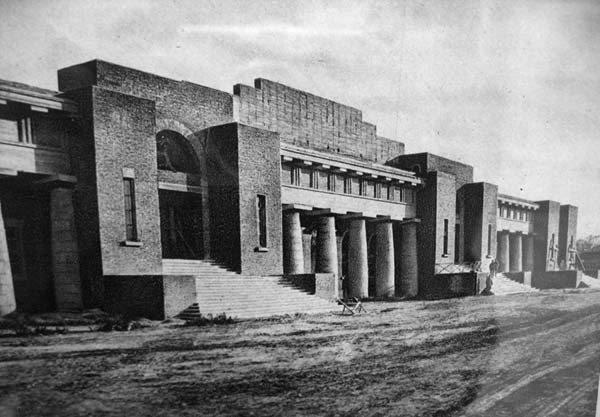
Центральний вхід на стадіон (приблизно 1930 рік), зруйнований в часи Другої світової війни (опісля повністю перебудований).

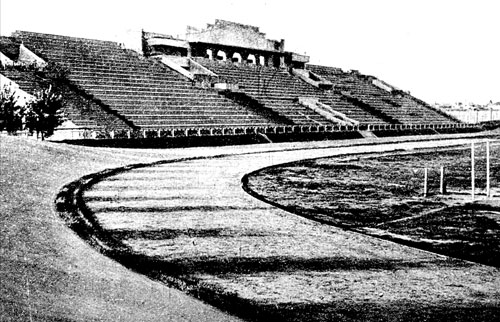
Західна трибуна (орієнтовно 1930 рік).

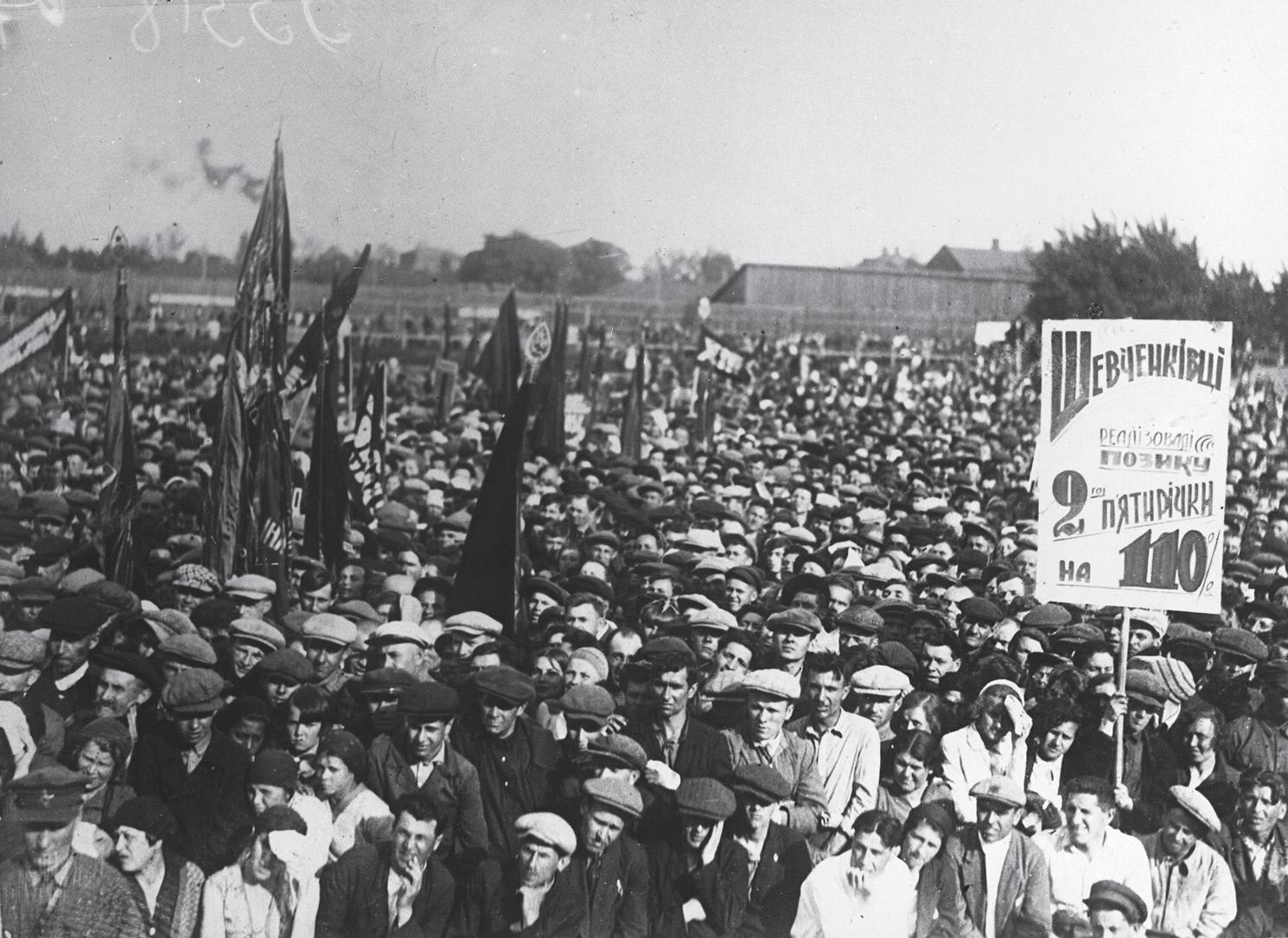
Мітинг, присвячений реалізації Державної позики першого року другої п'ятирічки на стадіоні «Металіст», м. Харків, 1933 р.

Східна та південна трибуни в 2005 р.

Схема трибун і секторів стадіону до демонтажу старої східної трибуни.

Початок будівництва стадіону на вулиці Плеханівській почалося в 1925 р. за особистої вказівки Анастаса Мікояна. Архітектором в 1925—1927 рр. проекту був З. В. Пермиловський, відкриття стадіону відбулося 12 вересня 1926 р. Стадіон розташований на місці кладовища Святого Духа. Тоді першою його назвою був «Трактор». Робітники та службовці паровозобудівного заводу (тепер — ДП «Завод ім. Малишева») побудували футбольне поле, бігові доріжки та невелику трибуну для глядачів. Це був найбільший стадіон у місті до 1931 року, коли у Харкові було відкрито стадіон «Динамо», який у той період вміщав 20 000 глядачів.
У 1949 р. після першої реконструкції стадіон був перейменований в «Дзержинець».
У 1966—1967 рр. пройшла реконструкція західної трибуни, після чого кількість місць для глядачів збільшилася до 10 000 та стадіон отримав ім'я «Металіст» (1967 р.). Була також проведена повна реконструкція футбольного поля: вперше в СРСР була обладнана його дренажна система. Через три роки вже фактично заново була побудована Північна трибуна. За цей час був зведений дах над більшою частиною глядацьких місць. Закінчилося будівництво через 4 роки. В 1970—1974 рр. — побудована Південна трибуна (архітектор Ю. А. Табакова). Після цього стадіон став уміщати 40 000 глядачів, отримав електронне табло, потужне електроосвітлення. Під Північною трибуною побудували готель для спортсменів, легкоатлетичний зал і медико-відновлювальний центр.
У 1979 р. повністю демонтували Південну трибуну. Так будівництво стадіону заморозилося на 20 років, нова незавершена Південна трибуна була обгороджена дерев'яним парканом. Після 1992 р. роботи відновилися (були встановлені залізобетонні каркаси, перекриття та навіс), але вже в 2001 р. будівництво знову було припинено.
1998 р. було розпочато реконструкцію Східної трибуни — відновлені підтрибунні приміщення, встановлені пластикові сидіння (сині та білі).
25 березня 2008 р. було визнано, що футбольне поле стадіону не відповідає стандартам якості, що зробило неможливим проведення на полі тренувань і змагань будь-якого рівня. Під час заборони команди «Металіст» і ФК «Харків» грали відповідно на місцевому стадіоні «Динамо» та в Полтаві на «Ворсклі». Після відновлення газону на стадіоні 7 травня 2008 р. відбувся фінальний матч розіграшу Кубка України з футболу між «Динамо» (Київ) та «Шахтарем» (Донецьк).

### Реконструкція до Євро-2012

Президенту України В. А. Ющенку, який 24 червня 2009 року перебував із робочою поїздкою в Харкові, презентували крісла, що планується встановити на стадіоні: крісло для вболівальників (пластикове сталевого кольору із сидінням, що відкидається) і крісло для VIP-гостей стадіону (м'яке синього кольору)

У червні 2007 р. було знесено стару Східну трибуну та почалося зведення нової, а також відновлено будівництво Південної трибуни. У 2008 р. споруджено вставку між Південною та Східною трибунами кількістю місць — 434. 1 жовтня 2008 р. було встановлено першу опору під новий дах, всього буде встановлено 24 опори по периметру стадіону. За проектом 24 основні та 24 допоміжні опори триматимуть дах, який закриватиме дві третини стадіону.
14 жовтня 2008 р. на засіданні комісії з питань спільної власності територіальних громад Харківської обласної ради начальник управління комунальної власності облради Анатолій Поливаний повідомив, що волейбольне та баскетбольне поля спорткомплексу «Металіст» планується списати з балансу підприємства. Вони були введені в експлуатацію в 1970 р. Знос полів передбачений робочим проектом реконструкції стадіону.. З листопада 2008 р. східна труба закрита для вболівальників у зв'язку з будівництвом над нею покрівлі. Розпочато установку ферм, які будуть підтримувати дах — 13 листопада було встановлено перша кроквяна ферма. Маса однієї ферми — 14,8 т, загальна вага покрівлі складає 3,4 тис. т. До кінця 2009 р. на стадіоні встановлено 42  000 сидінь австрійського виробництва, два електронних табло й електронну рекламну конструкцію довжиною 268 м виробництва компанії «Philips», бігові доріжки італійської фірми «Mondo». Установка конструкцій даху над північною трибуною завершена 5 травня 2009 року. Станом на початок травня на даху Східної та Західної трибун змонтована система освітлення, біля Західної трибуни зведені три поверхи комплексу VIP-зони, покладено тротуарну плитку біля північної та східної трибун, на північній трибуні ведуться оздоблювальні роботи. 24 червня 2009 року під час своєї робочої поїздки до Харкова стадіон відвідав Президент України В. А. Ющенко. У серпні 2009 року на стадіоні встановлено літаючу над футбольним полем камеру-«павука» «Spidercam» (Австрія). Заплановане завершення робіт із реконструкції — 5 грудня 2009 року (хоча раніше називалися 30 листопада, 31 грудня 2009 р., 1 липня чи грудень 2010 р.), але вже у середині липня основні роботи на стадіоні були завершені. 100 місць  — для людей з фізичними вадами (у першому та другому рядах на Східній трибуні). Близько 800 місць буде виділено журналістам. На стадіоні перед Східною трибуною будуть установлені 72 повноростових турнікета, всього на стадіоні буде встановлено 82 турнікета.
За західною трибуною буде розташований 5-поверховий комплекс VIP-зони:
- на цокольному поверсі будуть роздягальні для футболістів;
- на 1-му поверсі — підхідна група;
- на 2-му — прес-центр;
- на 3-му — ресторан на 360 місць;
- на 4-му — сім скай-боксів для спостереження за матчами з особливим комфортом;
- на 5-му — зона роботи ЗМІ.

Компанія «DCH» планувала викупити побудований VIP-корпус. На будівництво його нульового циклу в минулі роки з обласного бюджету було витрачено 4,22 млн грн., але потім кошти закінчилися й інвестор вклав 38 млн грн. у вишукування. У 2010 році Харківська обласна рада за результатами конкурсу уклала з ТОВ «Металіста-Холдинг» договір купівлі-продажу об'єкта незавершеного будівництва — прибудови функціонального блоку до Західної трибуни стадіону (VIP-корпус) — за 4,23 млн грн. (у тому числі 750 тис. грн. ПДВ).
Також на стадіоні планувалося встановити 160 камер спостереження для виявлення порушників громадського порядку.
На західній і східній трибунах будуть установлені платформи для камер.
Біля стадіону буде розташована парковка на 3 500 місць, на якій одночасно зможуть розташуватися 150 автобусів пересувних телевізійних станцій, 250 автобусів з уболівальниками і особистий автотранспорт.
Загальна кошторисна вартість будівництва та реконструкції — 599 453 000 грн. за рахунок місцевого бюджету, інвестиційних коштів і частково (на завершальному етапі будівництва) — державного бюджету. Міністерство України у справах сім'ї, молоді та спорту планувало набути права на володіння частиною майна стадіону одразу після завершення реконструкції. Така умова була зазначена в інвестиційній угоді між Міністерством і власником стадіону Харківською обласною радою. Згідно з Державною цільовою програмою підготовки та проведення в Україні фінальної частини чемпіонату Європи 2012 року з футболу, державна підтримка реконструкції стадіону становить 206,6 млн грн. 1 жовтня 2009  року Юрій Павленко заявив, що 30 % спорткомплексу перебуває в державній власності.
У 2010 році Харківська облдержадміністрація планує висунути творчий колектив авторів проекту реконструкції стадіону на здобуття Державної премії в області архітектури та будівництва.
У січні 2010 року, вже після урочистого відкриття оголосили, що для завершення будівельних робіт на стадіоні необхідно ще 104 млн грн. (крім тих 36,6 млн грн., які вже держава заборгувала). Із них 55 млн грн. планується залучити з державного бюджету, 34 млн. — з обласного бюджету, 15 млн. — з міського на деякі роботи, зокрема, обладнання додаткових виходів, місць загального користування, розміщення магазинів. Також О. В. Ярославський заявив, що для закінчення будівельних робіт на стадіоні необхідно близько 146,6 млн грн. Із них борг державного бюджету за 2009 р. становить 36,6 млн грн., обласного бюджету — 35 млн грн., міського бюджету — 15 млн грн.
В кінці квітня 2010 року на стадіоні розпочалися роботи зі застелення нового газету (засівання нової трави або застелення дерну).
На стадіоні відповідно вимог УЄФА з'явиться ще чотири нових додаткових виходи: по два — на північній і південній трибунах.
В січні 2010 року на стадіоні проводили роботи в підтрибунних приміщеннях.

### Урочисте відкриття після реконструкції
5 грудня 2009 року перед матчем у рамках Чемпіонату України з футболу 2009/2010 між «Металістом» і «Оболонню» о 16:00 відбулась символічна церемонія відкриття стадіону після його реконструкції. Переможцем в цьому матчі стала «Оболонь», обігравши «Металіст» з рахунком 1:0.
Гостями свята стали перші особи держави (зокрема, В. А. Ющенко, Ю. В. Тимошенко, В. Ф. Янукович), керівництво Харкова та Харківської області, делегація УЄФА й інші закордонні гості, керівники українських футбольних клубів вищого дивізіону тощо.

## Після 2012 року
Наприкінці вересня 2014 року структури Сергія Курченка подали до суду на Харківську обласну раду, вимагаючи після припинення дії угоди щодо продажу стадіону повернути 110 млн грн., які були сплачені під час процедури його купівлі.
3 березня 2021 року Кабінетом міністрів України спорткомплексу було надано статус бази олімпійської, паралімпійської та дефлімпійської підготовки
12 жовтня 2021 року було змінено назву на СК «Металіст». Відповідне рішення було прийнято на позачерговій сесії Харківської міської ради. Тепер Комунальне підприємство «Обласний спортивний комплекс« Металіст »Харківської міської ради» (скорочена назва - КП «ОСК« Металіст »ХМР») матиме назву - Комунальне підприємство «Спортивний комплекс« Металіст »Харківської міської ради» (скорочено - КП «СК« Металіст »ХМР»)[42].

## Визначні матчі

### Ігри національної збірної України
| Дата              | Турнір     | Господарі | Рахунок | Гості     | Голи                                                                                 |
| ----------------- | ---------- | --------- | ------- | --------- | ------------------------------------------------------------------------------------ |
| 11 жовтня 2008    | КЧС-2010   | Україна   | 0:0     | Хорватія  |                                                                                      |
| 25 травня 2010    | ТМ         | Україна   | 4:0     | Литва     | 1:0 Алієв 10' 2:0 Алієв 16' 3:0 Шевченко 68' (пен.) 4:0 Шевченко 78'                 |
| 10 серпня 2011    | ТМ         | Україна   | 0:1     | Швеція    | 0:1 Гисен 90+2'                                                                      |
| 2 вересня 2011    | ТМ         | Україна   | 2:3     | Уругвай   | 1:0 Ярмоленко 1' 1:1 Гонсалес 43' 2:1 Коноплянка 45' 2:2 Лугано 61' 2:3 Ернандес 87' |
| 11 жовтня 2013    | КЧС-2014   | Україна   | 1:0     | Польща    | 1:0 Ярмоленко 63'                                                                    |
| 15 листопада 2016 | ТМ         | Україна   | 2:0     | Сербія    | 1:0 Шахов 38' 2:0 Ярмоленко 88' (пен.)                                               |
| 2 вересня 2017    | КЧС-2018   | Україна   | 2:0     | Туреччина | 1:0 Ярмоленко 18' 2:0 Ярмоленко 42'                                                  |
| 16 жовтня 2018    | ЛН-2018/19 | Україна   | 1:0     | Чехія     | 1:0 Маліновський 43'                                                                 |
| 11 жовтня 2019    | КЧЄ-2020   | Україна   | 2:0     | Литва     | 1:0 Маліновський 29' 2:0 Маліновський 58'                                            |
| 23 травня 2021    | ТМ         | Україна   | 1:1     | Бахрейн   | 0:1 Саїд 75' (пен.) 1:1 Циганков 91'                                                 |
| 7 червня 2021     | ТМ         | Україна   | 4:0     | Кіпр      | 1:0 Ярмоленко 37' (пен.) 2:0 Зінченко 45+2' (пен.) 3:0 Яремчук 59' 4:0 Ярмоленко 65' |

### Євро 2012
Під час проведення Євро 2012 на стадіоні було зіграно 3 матчі групи B.
| Дата           | Господар   | Результат | Гість      | Раунд   | Глядачі | Голи                               |
| -------------- | ---------- | --------- | ---------- | ------- | ------- | ---------------------------------- |
| 9 червня 2012  | Нідерланди | 0–1       | Данія      | Група B | 35 923  | Крон-Делі 24'                      |
| 13 червня 2012 | Нідерланди | 1–2       | Німеччина  | Група B | 37 750  | ван Персі 24' — Гомес 24' 38'      |
| 17 червня 2012 | Португалія | 2–1       | Нідерланди | Група B | 37 445  | Роналду 28' 74' — ван дер Варт 11' |

### Ігри молодіжної збірної України.
| Дата           | Турнір   | Господарі | Рахунок | Гості    | Голи                                               |
| -------------- | -------- | --------- | ------- | -------- | -------------------------------------------------- |
| 06 червня 2007 | КЧЄ 2009 | Україна   | 4-0     | Вірменія | Кравченко 12' Олійник 61' Гладкий 67' Прийомов 86' |

### Інші визначні матчі
- 12 вересня 1926 року — відкриття стадіону, футбольний матч ХПЗ — збірна Дніпропетровська, який завершився з нічийним рахунком 2:2
- 23 вересня 1980 року — рекорд відвідуваності — 42 000 глядачів, під час матчу чемпіонату СРСР із футболу серед команд першої ліги «Металіст» — «Таврія»
- 11 жовтня 2008 року на стадіоні вперше відбувся матч національної збірної команди України. У рамках відбірного циклу до Чемпіонату світу 2010 збірна України зіграла зі збірною Хорватії[40]. Матч закінчився нульовою нічиєю[41].
- Стадіон п'ять разів приймав фінальний матч розіграшу Кубка України з футболу: у сезонах 2007/08 (у рамках святкування сторіччя Харківського футболу; фінал вперше відбувся поза Києвом), 2009/10, 2012/13, 2016/17 та 2019/20.

## Галерея

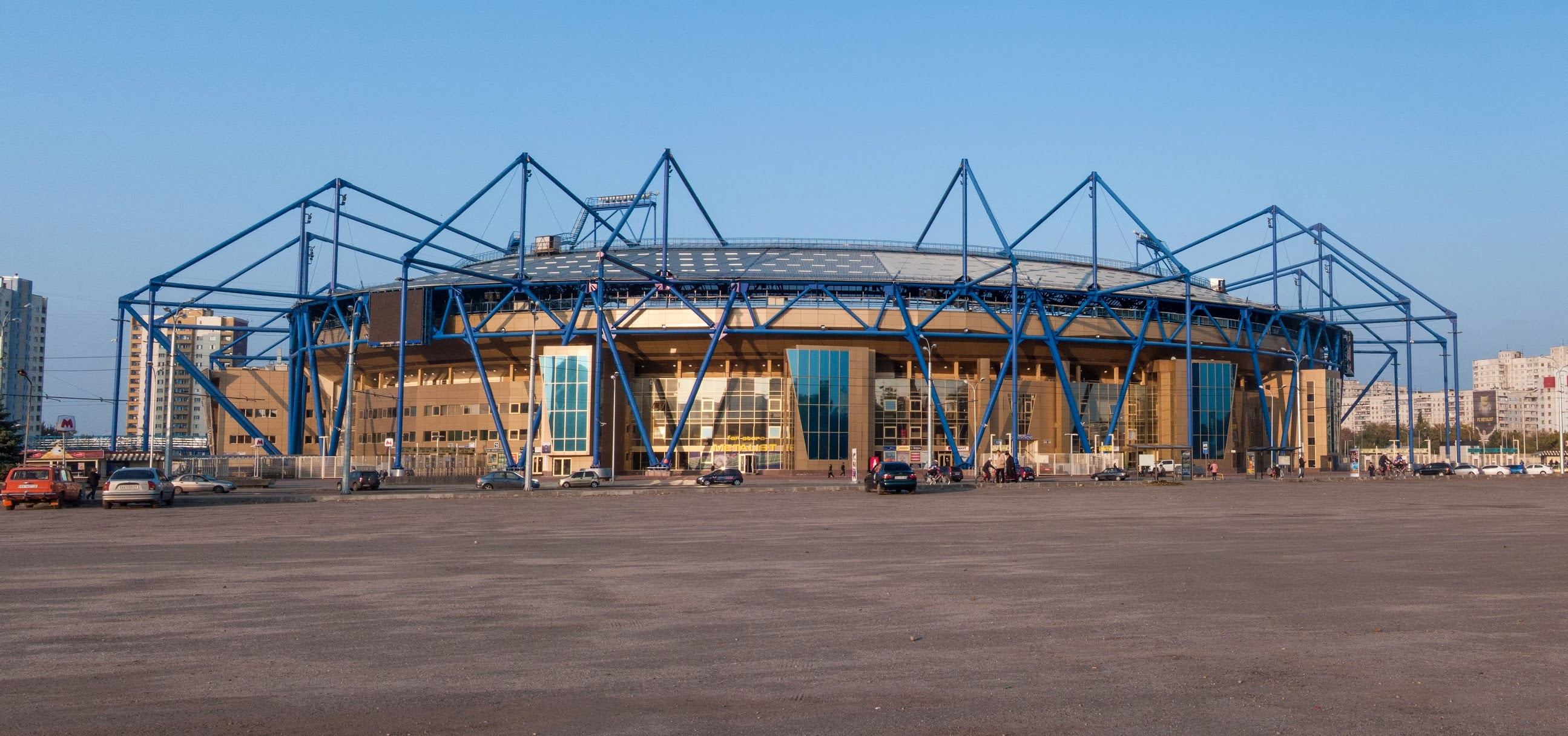
Панорама стадіону
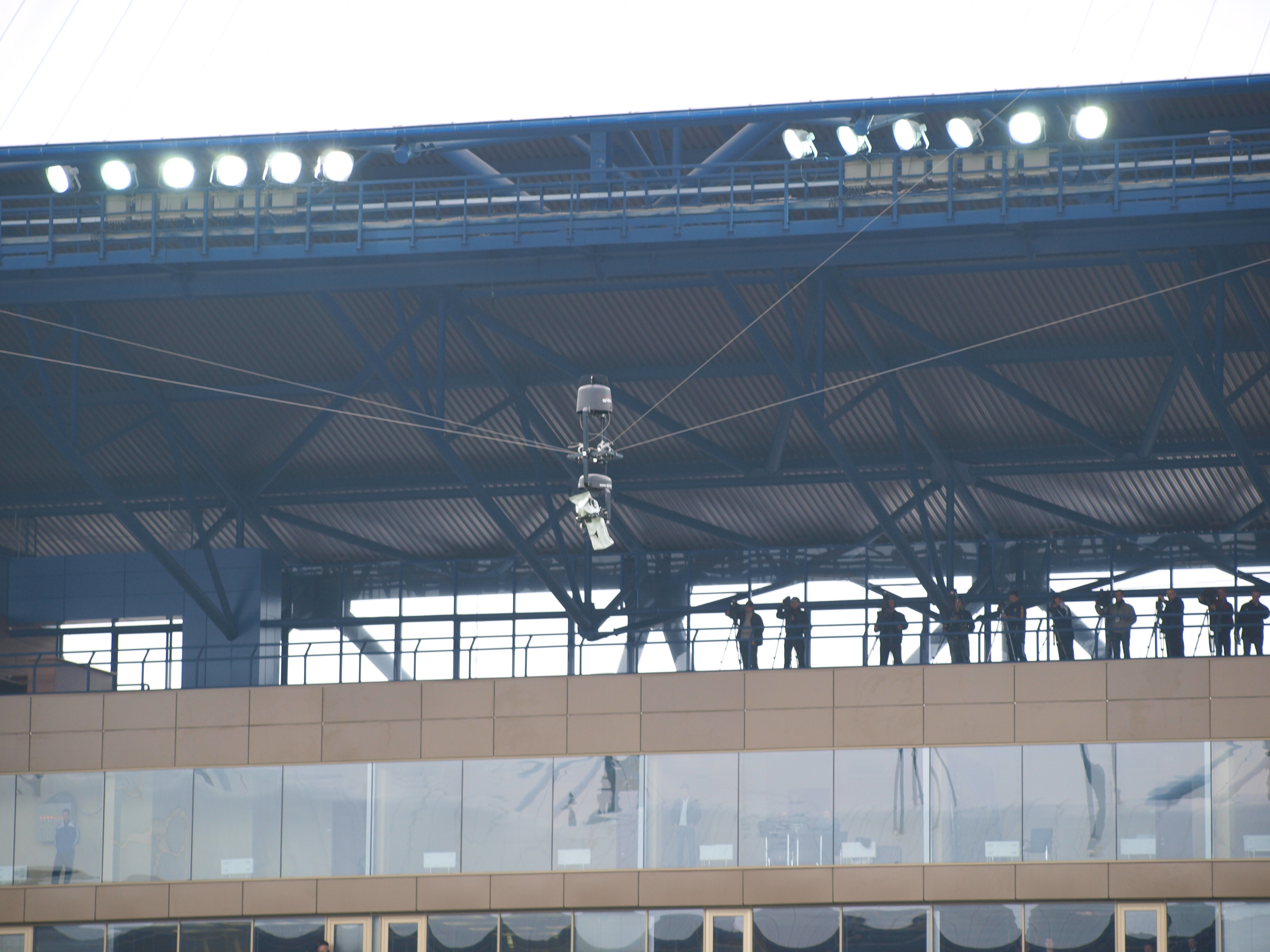
Камера-«павук» «Spidercam» (весна 2010 року)